# 데구라모리 마코토
데구라모리 마코토(일본어: 手倉森 誠, 1967년 11월 14일 ~ )는 일본의 전 축구 선수이자 현 축구 지도자로 선수 시절 가시마 앤틀러스와 몬테디오 야마가타에서 미드필더로 활약했으며 현재 베트남 V리그 1 하노이 FC의 사령탑을 맡고 있다.

## 경력
2014년 1월 일본 U-23 국가대표팀의 감독으로 부임. 1995년 FIFA U-17 세계 축구 선수권 대회에 출전했다. 2016년 AFC U-23 축구 선수권 대회 우승, 2016년 하계 올림픽에 출전했다.